# القصار (فرسان)
قرية القصار التراثية وتعرف اختصاراً باسم القصار هي قرية قديمة تقع في جزيرة فرسان التابعة لمنطقة جازان الواقعة جنوب غرب السعودية. تضم القرية حوالي 400 منزل مبنية من الحجارة وجريد النخل، ويعود تاريخها وفقاً للمؤرِّخين إلى العهد الروماني، كما تضم كتابات ورسومات تعود بعضها إلى العهد الحميري.

## نبذة
تقع قرية القصار على بُعد 5 كم تقريباً إلى الجنوب عن مركز المحافظة، كما تقع على بُعد 2 كم من قلعة لقمان. تضم القرية حوالي 400 منزل مبنية من الحجارة وجريد النخل، وقد وجِد في منطقة الكدمي الواقعة في القرية على نقوش صُنِّفت على أنها تعود إلى العهد الروماني وتحديداً سنة 24 ق. م، بالإضافة إلى أنه قد وجِدت كذلك كتابات بخط المسند الجنوبي تعود إلى العهد الحميري.
تعتبر القرية أكبر واحة للنخيل في جزر فرسان، وقد كانت تُمثّل منتجعاً صيفياً لسكان جزر فرسان. حيث أن هناك فترة من السنة تُعرف باسم «موسم العاصف» وهي رياح الشمال الصيفية التي تعلن عن موسم نضوج الرُّطب فيها، وقد اعتاد أهالي فرسان على تأجيل إقامة أفراحهم ومناسباتهم إلى حين اقتراب موعد نضوج الرطب. كما تمتاز القرية بكثرة الآبار والمياه العذبة، ويقع بالقرب من القرية وادي مطر الذي يعتبر من المناطق المحمية الهامة في جزر فرسان، حيث يضم عدد من الغزلان.

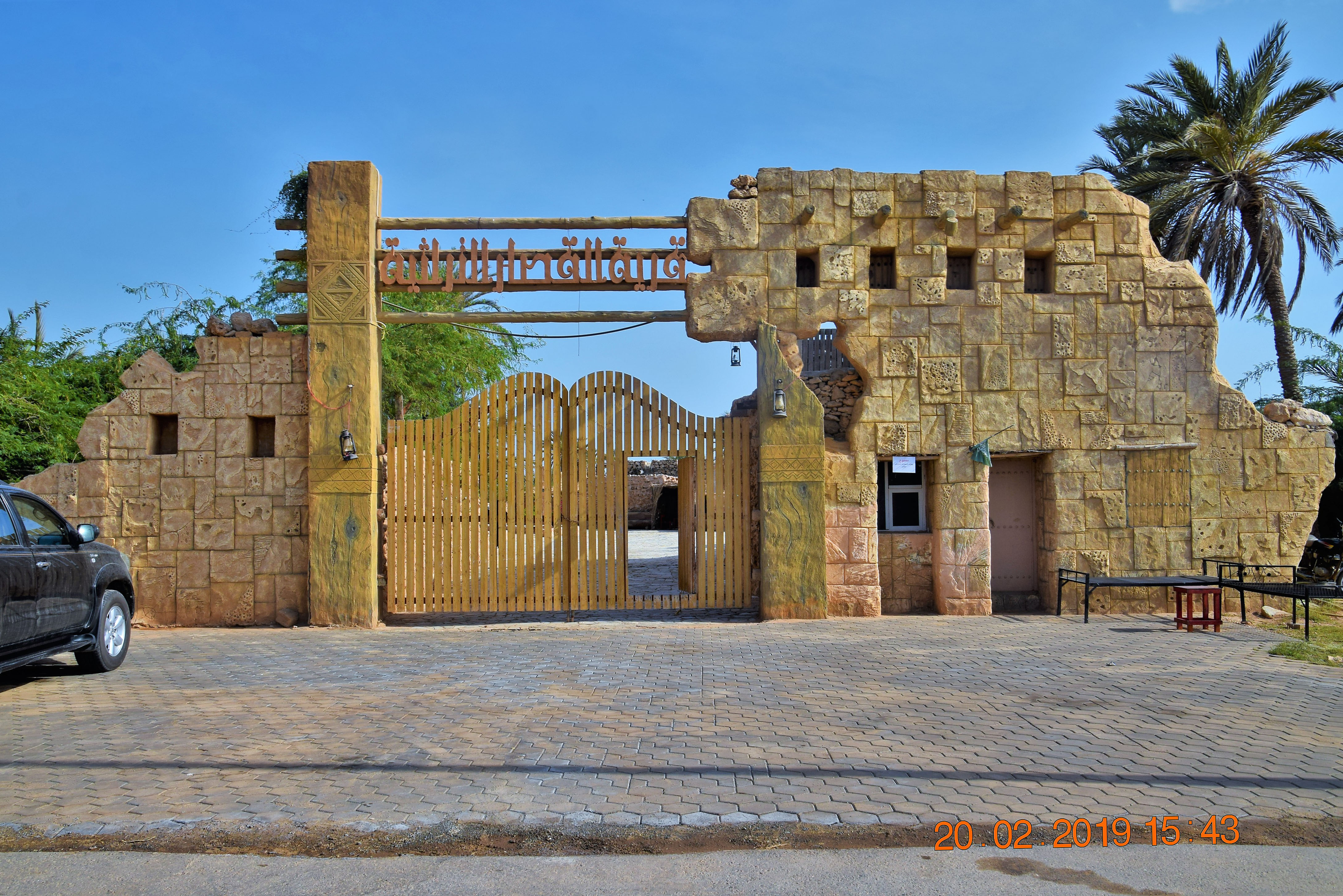

وهي واحدة من أهم المستقرات البشرية بجزيرة فرسان الكبرى حيث كانت تضم حوالي 200 بيت من البيوت القديمة وكانت تنقسم إلى 5 حارات (حارة الكُدمى وحارتي صخبان والمحزوم في الشرق وحارة البستان في الجنوب وحارة البقعة في الغرب) واخر عام سكنت فيه القرية كان عام 1395هـ أي قبل حوالي 44 عام.
تمتاز القرية بعذوبة مياهها الجوفية وقربها من سطح الأرض، وعُثر على نقوش على بعض حجارتها بالخط الحميري ونقوش بالحروف اللاتينية، كما أنها كانت تُعد منتجع صيفي حيث كان يقضي فيه أهالي فرسان ما يزيد عن 3 أشهر متزامنة مع موسم يطلقون عليه (العاصف) وهي رياح تُعلن عن موسم استواء رطب نخيلها، وكانت تقام فيها أفراح أهالي فرسان حيث كانوا يأجلون المناسبات السعيدة (الأعراس – الطهور) حتى عودة أبناء القرية من رحلات الصيد أو العاملين خارج فرسان في جدة والرياض والدمام وجازان كانوا يعودن في هذا الوقت.
واستخدم في بناؤها الحجارة وجريد النخل، وكان أهل فرسان ينتقلون إليها على ظهور الجمال بعد موسم صيد سمك الحريد في أواخر أبريل وهي تبعد عن مدينة فرسان بمنطقة جازان بحوالي خمسة كيلومترات جنوباً وتعتبر أكبر واحة نخيل في جزر فرسان، كما تضم الأثار المكتشفة في حارة الكُدمى بالقرية نقوش ورسوم تعود للعهد الروماني والحميري، كما انه اكتشف بها نقوش تعود إلى العام 24 قبل الميلاد، كما وجدت كتابات بخط المسند الجنوبي تعود للعهد الحميري.

## أسلوب البناء

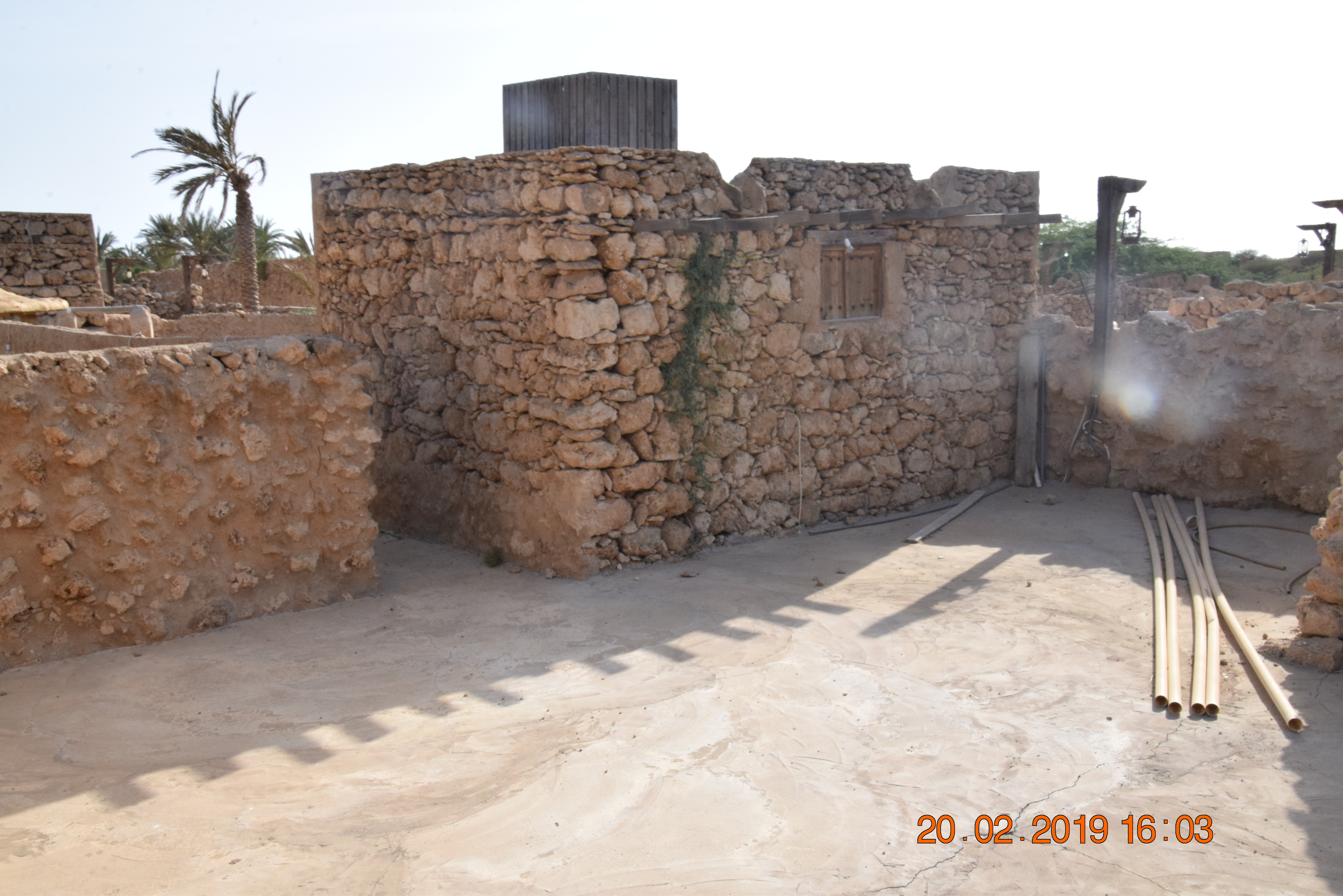
صورة التقطت في 20 فبراير 2019.

### الأساسات
تكون الأساسات في المعتاد بعرض أكبر من سماكة الحوائط ولكن عند عمل المكاشف الخاصة بالأساسات وُجدت مثلًا أن سمك الحائط بنظام الاساس المستمر ليرتكز مباشرة على تربة الأساس وهي مكونة من صخور الجبال التي نشأت عليها قرية الأطاولة.

### الحوائط
- عروض الحوائط متفاوته من منزل إلى آخر ما بين 40-60 سم.
- عروض الحوائط الخاصة بالأسوار ما بين 45-55 سم حسب عرض الحجر المستخدم في البناء.
- أطوال الغرف متفاوتة حسب الاستعمال.
- كافة االحوائط مبنية من الحجر المرصوص فوق بعضه البعض بأحجام متفاوته والسائد ان ما بين حجرين كبيرين (40*30 سم) مجموعة من الأحجارة الصغيرة والمتفاوتتة الحجم (5-7 سم) ويمكن أن تكبر الأحجار عن ذلك في بعض الاحيان.
- لا يوجد أي أثر لسلالم تستخدم للصعود الي الادوار العليا بالمباني التي تم عمل بها الدراسة أو أخذت منها العينات.

### الأسقف
- المسافة بين العروق 35-45 سم

- عمق السقف 10-15 سم بدون قطر الجزوع المحمل عليها السقف

- العروق الخشبية مبيتة علي الجدران بعمق 20-25 سم وبعضها بارز خارج الجدار من الخارج

طبقة السقف في النموذج الأول من الأسفل إلى الأعلى:
- عروق خشبية 15-25 سم
- اغضان شجر عشوائية 15-15 سم
- 5-7 سم قش
- 10 سم طمي لياسة